# Heterohelicidae
Heterohelicoidea
Super-famille
Famille
Les Heterohelicidae sont une famille de foraminifères fossiles de l'ordre des Rotaliida, la seule de la super-famille des Heterohelicoidea.

## Liste des sous-familles et genres
Selon le World Register of Marine Species (10 septembre 2023) :
- Braunella Georgescu, 2007 †
- Gublerininae Aliyulla, 1977 †
  - Bifarina Parker & Jones, 1872 †
  - Gublerina Kikoíne, 1948 †
  - Rectoguembelina Cushman, 1932 †
  - Sigalia Reiss, 1957 †
- Hartella Georgescu & Abramovich, 2009 †
- Heterohelicinae Cushman, 1927 †
  - Heterohelix Ehrenberg, 1843 †
  - Laeviheterohelix Nederbragt, 1991 †
  - Lunatriella Eicher & Worstell, 1970 †
  - Planoglobulina Cushman, 1927 †
  - Pseudoplanoglobulina Aliyulla, 1977 †
  - Pseudotextularia Rzehak, 1891 †
  - Racemiguembelina Montanaro Gallitelli, 1957 †
  - Spiroplecta Ehrenberg, 1844 †
  - Steineckia Georgescu, 2009 †
  - Ventilabrella Cushman, 1928 †
- Huberella Georgescu, 2007 †
- Lipsonia Georgescu & Abramovich, 2008 †
- Parasigalia Soto-Jaramillo, 1989 †
- Planoheterohelix Georgescu & Huber, 2009 †
- Praegublerina Georgescu, Saupe & Huber, 2009 †
- Protoheterohelix Georgescu & Huber, 2009 †
- Pseudoguembelininae Aliyulla, 1977 †
  - Pseudoguembelina Brönnimann & Brown, 1953 †
  - Striataella Aliyulla, 1977 †
- Zeauvigerina Finlay, 1939 †